# Carl Frederick Mengeling

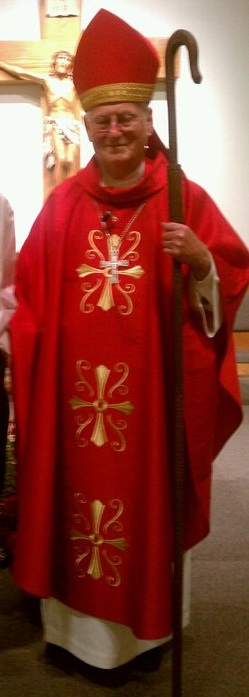
Carl Frederick Mengeling, 2011

Carl Frederick Mengeling (* 22. Oktober 1930 in Hammond, Indiana; † 1. Juli 2025 in Lansing, Michigan) war ein US-amerikanischer römisch-katholischer Geistlicher und Bischof von Lansing.

## Leben
Carl F. Mengeling war das zweite von vier Kindern der deutschen Einwanderer Carl H. und Augusta Huke Mengeling. Im Alter von neun Jahren wurde Mengeling katholisch getauft. Bis dahin war er in der lutherischen Tradition erzogen worden. Er besuchte die St. Mary Elementary School in Griffith, Indiana, machte 1948 seinen Abschluss an der Griffith High School und besuchte das St. Meinrad College and Seminary in St. Meinrad, Indiana, das vom Benediktinerorden betrieben wird.
Am 25. Mai 1957 empfing er von Bischof Andrew Gregory Grutka in der Kathedrale der Heiligen Engel das Sakrament der Priesterweihe für das Bistum Gary. Dies war der erste Weihejahrgang des neu gegründeten Bistums. Von 1957 bis 1961 war er Pfarrvikar der Pfarrei St. Mark, Gary, der damals größten Pfarrei der Diözese. Danach wurde er für weiterführende Studien nach Rom geschickt. Er erwarb das Lizenziat in Theologie an der Päpstlichen Universität Heiliger Thomas von Aquin und wurde an der Päpstlichen Akademie Alfonsiana promoviert. Er war bei der Eröffnung des Zweiten Vatikanischen Konzils in Rom und diente bei einigen Konzilssitzungen als Page.
Nach seiner Rückkehr in die Vereinigten Staaten im Jahr 1964 wurde Mengeling als Lehrer an der Bishop Noll High School in Hammond, am St. Joseph Calumet College in East Chicago, Indiana und am St. Procopius Seminar in Lisle, Illinois eingesetzt. Er kehrte zur hauptamtlichen Gemeindearbeit zurück und war von 1968 bis 1970 Pfarrer der All Saints Gemeinde in Hammond, von 1970 bis 1971 der Holy Name Gemeinde in Cedar Lake, von 1971 bis 1985 der Nativity of Our Savior Gemeinde in Portage und von 1985 bis 1995 der St. Thomas More Gemeinde in Munster. Im Juni 1984 wurde er zum Monsignore ernannt. Gary war Vorsitzender der diözesanen Liturgiekommission und des Berufungskomitees. Er gründete das diözesane Institut für Religion und leitete es vierzehn Jahre lang. Außerdem war er Mitglied des Priesterrates, der Ökumene-Kommission und des Teams für die Ausbildung der Ständigen Diakonate.
Papst Johannes Paul II. ernannte ihn am 7. November 1995 zum Bischof von Lansing. Der Erzbischof von Detroit, Adam Joseph Kardinal Maida, spendete ihm am 25. Januar des nächsten Jahres in der St. Mary Cathedral in Lansing die Bischofsweihe; Mitkonsekratoren waren Kenneth Joseph Povish, emeritierter Bischof von Lansing, und Dale Joseph Melczek, Koadjutorbischof von Gary. Mengeling wählte als bischöflichen Wahlspruch die Worte von Johannes dem Täufer: „Er muss wachsen!“ (Johannes 3:30).
Während seiner Amtszeit als Bischof von Lansing konzentrierte sich Carl Mengeling in den ersten Jahren auf die Umsetzung des apostolischen Schreibens Tertio millennio adveniente von Papst Johannes Paul II., mit dem Ziel, die Diözese auf das dritte Jahrtausend der Christenheit vorzubereiten. Zu diesem Zweck wurde eine Jubiläumskommission eingerichtet, die die Aktivitäten bis zum Jahr 2000 koordinierte. Er organisierte außerdem Pilgerreisen zu bedeutenden Heiligtümern in Washington, D.C., und Mexiko-Stadt.
Im Oktober 1999 gründete Mengeling ein Büro für pastorale Planung, aus dem der strategische Planungsprozess Voices hervorging. Die daraus entwickelten pastoralen Ziele wurden 2001 auf einer gemeinsamen Konferenz vorgestellt, der finale Pastoralplan im März 2002 veröffentlicht. Im Zuge dieses Prozesses kam es auch zur Umstrukturierung der zentralen Dienste der Diözese.
Im Januar 2000 initiierte Mengeling die preisgekrönte Zeitschrift Faith, um die Glaubensvertiefung in den katholischen Haushalten zu fördern. Jeder Haushalt in der Diözese erhielt zum Jubiläumsjahr ein kostenloses Jahresabonnement. Mengeling schrieb regelmäßig Beiträge für die Zeitschrift.
Ein besonderes Anliegen war ihm die Jugendarbeit: 1999 entwickelte er gemeinsam mit der Leitung der Kolumbusritter die Idee eines Jugendzentrums im St. Francis Retreat Center in DeWitt. Die Einweihung des Bethanienhauses erfolgte im Dezember 2001.
Im Bereich des Kinderschutzes führte Mengeling bereits im Jahr 2000 eine überarbeitete Richtlinie zum Umgang mit sexuellem Missbrauch ein. Nach dem Bekanntwerden landesweiter Missbrauchsskandale setzte er 2003 das Präventionsprogramm Virtus ein und unterstützte Heilexerzitien für Betroffene im St. Francis Retreat Center.
Mengeling förderte außerdem die Kampagne für katholische Identität und Mission (2005), beauftragte 96 Laienmitarbeiter und weihte 33 Priester sowie 43 Diakone. Er engagierte sich in der Priesterausbildung, im ständigen Diakonat und in der Hochschulpastoral auf Ebene der US-amerikanischen Bischofskonferenz. Als früherer Pfarrer mit Schulbau-Erfahrung trieb er in seiner Diözese den Ausbau katholischer Schulen voran, darunter den Bau der Father Gabriel Richard High School in Ann Arbor.
Zahlreiche Bauprojekte wurden unter seiner Leitung realisiert: neue Kirchen in mehreren Gemeinden, die Segnung zahlreicher Kapellen, Bildungszentren und Gemeindeeinrichtungen sowie Erweiterungsbauten für katholische Schulen. Er sah in Bauprojekten ein wichtiges Mittel, um die Identifikation der Gläubigen mit der Kirche zu stärken.
Mengeling engagierte sich für Minderheitengemeinden in der Diözese, gründete 1998 die vietnamesische Gemeinde und nahm an der Eröffnung neuer Einrichtungen für hispanische, afroamerikanische und indigene Katholiken teil. Er feierte regelmäßig Gottesdienste mit Gefangenen und Migranten.
Am 27. Februar 2008 nahm Papst Benedikt XVI. sein aus Altersgründen vorgebrachtes Rücktrittsgesuch an.

## Einzelnachweis
1. ↑  Read: Obituary of the Most Reverend Carl F. Mengeling, Emeritus Bishop of Lansing, (1930 - 2025) RIP. In: dioceseoflansing.org. 1. Juli 2025, abgerufen am 1. Juli 2025 (englisch).

| Vorgänger             | Amt                           | Nachfolger        |
| --------------------- | ----------------------------- | ----------------- |
| Kenneth Joseph Povish | Bischof von Lansing 1995–2008 | Earl Alfred Boyea |

| Personendaten    | Personendaten                                                           |
| ---------------- | ----------------------------------------------------------------------- |
| NAME             | Mengeling, Carl Frederick                                               |
| KURZBESCHREIBUNG | US-amerikanischer Geistlicher, römisch-katholischer Bischof von Lansing |
| GEBURTSDATUM     | 22. Oktober 1930                                                        |
| GEBURTSORT       | Hammond, Indiana                                                        |
| STERBEDATUM      | 1. Juli 2025                                                            |
| STERBEORT        | Lansing, Michigan                                                       |